# Todesmelodie
Todesmelodie (Originaltitel: Giù la testa) ist ein Italo-Western des Regisseurs Sergio Leone aus dem Jahr 1971. Die Hauptrollen spielen Rod Steiger und James Coburn.
Es handelt sich um den zweiten Teil der Amerika-Trilogie von Sergio Leone, die mit Spiel mir das Lied vom Tod beginnt und mit Es war einmal in Amerika endet. Der Film spielt vor dem Hintergrund der mexikanischen Revolutionswirren ab 1910. Zwar gibt es keinen inhaltlichen Zusammenhang zwischen diesen drei Filmen und den realen Ereignissen, doch sind deutlich Parallelen erkennbar. So geht es in allen drei Filmen um Freundschaft, Verrat, Rache und – in den letzten beiden Filmen – auch um Vergebung. Auffällig ist ferner, wie explizit in den beiden letzten Teilen Geld und politische Fragen (Revolution, Klassenkampf, Arbeiterbewegung, korrupte Politiker) im Mittelpunkt stehen.

## Handlung
Der Film spielt während der Mexikanischen Revolution in den 1910ern. Der heruntergekommene, barfüßige Bandit Juan lässt sich unter einem Vorwand von einer Kutsche der mexikanischen Oberklasse mitnehmen. Angesichts des offensichtlich armen Bauerntölpels äußern sich diese Passagiere extrem despektierlich über die Landbevölkerung und verfluchen die Sozialreformen Maderos, die der Unterklasse zugutekommen. Auch ein Priester stimmt mit ein. Und selbst die Kutscher, die an einer Steigung herumliegende Jugendliche zum Schieben auffordern, halten diese nur für Faulpelze und Taugenichtse. Schnell dreht sich die Szene – die Jugendlichen gehören zu einer Bande, Juan ist der Anführer, sie sind seine Söhne. Sie überfallen geschickt die Kutsche und rauben die Insassen aus, ziehen sie nackt aus und stoßen sie in einen Schweinekoben. Vorher vergewaltigt Juan die mitreisende „Dame“, die nur halb widerwillig scheint.
Mit der erbeuteten Kutsche trifft Juan bald danach auf den als Terroristen gesuchten irischen Sprengstoff-Experten Seán „John“ Mallory, der ihn und seine Bande ignorierend auf seinem Motorrad vorbeifährt. Um John am Weiterfahren zu hindern, schießt Juan den Hinterreifen seines Motorrades kaputt, woraufhin John, um „quitt“ zu sein, ein Loch ins Dach von Juans Kutsche sprengt. John behauptet, für den Minenbesitzer Aschenbacher nach Silber zu suchen. Juan sieht in ihm aber den idealen Partner für seinen alten Traum: der Bank von Mesa Verde ihre Goldvorräte zu rauben. John soll die Banktür und den Safe aufsprengen.
Der intellektuell-arrogante John (er liest den Anarchisten Michail Alexandrowitsch Bakunin) will nicht an diesem Plan mitwirken und macht Anstalten, den triebhaften Juan und seine Bande mitsamt einer Kirche in die Luft zu sprengen. Tatsächlich gehen aber Aschenbacher, ein Hauptmann und drei Soldaten in die Kirche, und Juan, der John und Aschenbacher hereingelegt hat, löst die Sprengung aus. Auf dem Weg nach Mesa Verde kann John auf einen Zug springen und so Juan abhängen.
Die Bande fährt John hinterher; im Zug begegnen sie zufällig einem der Anführer der mexikanischen Revolution, dem belesenen Arzt Dr. Villega, der Juans Mord an zwei Polizisten im Zug deckt, ihm sogar hilft. In Mesa Verde angekommen, stellen sie fest, dass die Stadt voller Soldaten ist – Revolution und Konterrevolution sind vor ihnen angekommen. Auch John ist da, und er zeigt sich bereit, doch am Überfall auf die Bank teilzunehmen.
Die Bank entpuppt sich aber zu Juans Enttäuschung als ein politisches Gefängnis. Statt Gold zu finden, befreien sie viele Gefangene, und Juan wird unfreiwillig zum Revolutionshelden. Er wird als Miranda bejubelt. Dabei hat Juan eine sehr pessimistische Sicht auf Revolutionen und betont deren Misserfolge: Bücherlesende Schreibtischrevolutionäre vergeudeten die Zeit mit Diskussionen, so dass sich für die Armen nichts ändere – bis der Kreislauf wieder von vorne begänne. Auch Juans nächster Versuch, sich von den Revolutionären abzusetzen, geht schief: John und Juan halten alleine eine ganze Abteilung der Regierungssoldaten auf, indem John eine Brücke sprengt. Nur der Colonel Gutiérrez überlebt mit seinem Panzerwagen. Juans Söhne, die Villega wie alle anderen Kämpfer in einen als sicher geglaubten Höhlenunterschlupf vorausgeschickt hat, werden unterdessen von Regierungstruppen ermordet. Juan und John finden die Toten, nur die Leiche von Dr. Villega fehlt in der Höhle. Juan hat keine Familie mehr und rennt blindlings um sich schießend nach draußen, in die Hände der Soldaten. John bleibt in der Höhle, bis die Schüsse verstummen.
John ist untergetaucht und beobachtet, wie der offensichtlich gefolterte Dr. Villega Rebellen gegenüber Colonel Gutiérrez verrät. John hat einen derartigen Verrat, durch seinen besten Freund, schon in Irland erlebt, aus dem er damals entkam. Dabei gelang es ihm, den Verräter zu erschießen (als Rückblende im Film eingefügt). Juan steht schon vor dem Erschießungskommando, doch John rettet ihn mit seinem Motorrad und einer gezielten Dynamitladung.
Die beiden fliehen aus der von Massenexekutionen erschütterten Stadt in einen Viehwagen, der bald in Richtung „Amerika“ fahren soll. Kurz vor der Abfahrt besteigt auch der Gouverneur Don Jaime den Zug: Er flieht, nur mit einer Tasche Wertsachen, aus der Stadt. John kommentiert dies so: Es gehe gleich los, sie hätten eben den letzten Dreck eingeladen. Bei einem Überfall der Rebellen auf den Zug – noch vor der Grenze – erschießt Juan Don Jaime mit einer Pistole, die er von John bekommt. Sie wollen unbeobachtet den Zug verlassen, um über die Grenze zu fliehen, doch erneut werden beide begeistert als Helden der Revolution gefeiert und ins Landesinnere zurückgefahren. Des Gouverneurs Schätze fallen den Revolutionären zu.
Gegen Ende des Films kommt es zum Showdown mit Oberst Gutiérrez, der ihnen mit einem Armeezug entgegenkommt. Um diesen Zug mitten in der Wüste zu stoppen, wählt John nicht Juan als Begleiter, sondern Dr. Villega, der wieder in den Reihen der Revolutionäre aufgetaucht ist. Dazu belädt John die eigene Lokomotive mit Dynamit und rast dem Armeezug zusammen mit Villega als Heizer entgegen. Die übrigen Kampfgefährten beziehen neben der Strecke Stellung. Während der Fahrt konfrontiert John Villega mit dessen Verrat, richtet aber nicht über ihn wie einst (in der Rückblende) über einen Verräter in Irland. Nach Johns Absprung bleibt Dr. Villega auf der Lokomotive und rast mit ihr freiwillig in den Tod.
Der Angriff auf den so gestoppten Armeezug gelingt, allerdings schießt dabei Colonel Gutiérrez John drei Mal in den Rücken, gerade als John seinen Freund Juan begrüßt. Gutiérrez stirbt darauf in Juans Kugelhagel. Der tödlich verwundete John ist nicht mehr zu retten und sagt zu Juan: „Ich habe dich ganz schön an der Nase herumgeführt.“ Dann jagt er sich nach einer letzten Zigarette – und einem Rückblick auf die Dummheiten der Jugendliebe – mit dem restlichen Dynamit in die Luft. Juan fragt sich beim Blick auf diesen Feuerball: Und was wird aus mir?

## Synchronisation
Die deutsche Fassung entstand bei der Ultra-Film Synchron GmbH, Berlin. Das Dialogbuch schrieb Marcel Valmy, Regie führte Josef Wolf.
| Figur                         | Darsteller                                   | Deutscher Sprecher                       |
| ----------------------------- | -------------------------------------------- | ---------------------------------------- |
| John H. Mallory               | James Coburn                                 | Horst Niendorf                           |
| Juan Miranda                  | Rod Steiger                                  | Martin Hirthe Nachsynchro: Peter Groeger |
| Dr. Villega                   | Romolo Valli                                 | Herbert Weicker                          |
| Adelita                       | Maria Monti                                  | Tilly Lauenstein                         |
| Santerna                      | Rik Battaglia                                | Edgar Ott                                |
| Don Jaime                     | Franco Graziosi                              | Peter Schiff                             |
| Col. Gutiérrez / Günther Reza | Antoine Saint-John (als Jean-Michel Antoine) | Jürgen Thormann                          |
| Johns Freundin                | Vivienne Chandler                            | n.n.                                     |
| Sean Nolan                    | David Warbeck                                | n.n.                                     |
| Juans Vater                   | Goffredo Pistoni                             | Herbert Weißbach                         |
| Landbesitzer                  | Roy Bosier                                   | Siegmar Schneider                        |
| Amerikaner                    | John Frederick                               | Klaus Sonnenschein                       |
| Notar                         | Antonio Casale (als Anthony Vernon)          | Joachim Nottke                           |
| Priester                      | Jean Rougeul                                 | Klaus Miedel                             |
| Sebastian                     | Corrado Solari                               | n.n.                                     |

## Kritiken
Im Gegensatz zu Spiel mir das Lied vom Tod gibt es keinen alles umspannenden Handlungsstrang. Todesmelodie besteht aus vielen kleinen Höhepunkten, Zeit und Ort springen überraschend und es lässt sich nie sagen, wie sich die Geschichte weiterentwickeln wird. Die Kameraführung, die Bildaufnahmen und die Charaktere erinnern sehr stark an seinen Vorgänger. Wieder arbeitet Leone mit Rückblenden und wieder ist die Rache ein zentrales Thema, doch wird sie hier der Vergebung gegenübergestellt:

„[…] ein durchaus vorhandenes komödiantisches Element […] Im großen und ganzen ist Todesmelodie jedoch ein ziemlich grimmiger, gewalttätiger Streifen. [… Steiger und Coburn] liefern exzellente Darstellungen als grundverschiedene Charaktere […] Vorherrschend sind natürlich trotzdem die abenteuerlichen Elemente der Handlung, die der Regisseur in ein action-geladenes, mitreißendes Spektakel verpackte, das vor allem optisch seinen Stempel trägt. Ennio Morricone komponierte wieder eine seiner charakteristischen Musiken.“

Ein namentlich nicht genannter Autor im Nachrichtenmagazin Der Spiegel speiste den Film 1972 noch kurz ab mit: „Unmotivierter Verschleiß an Pulver, Blei, Musik und Statisten, dazu viele manieristische Kamerafaxen machen Leones schlicht gemeinte Revolutionsparabel schließlich doch noch zum brutalen Spektakel, dem man ansieht, daß es 3,5 Millionen Dollar gekostet hat.“
Das Lexikon des internationalen Films resümiert: „Ein bis in Einzelheiten der Handlungsführung und der Charakterzeichnung sorgfältig durchgearbeitetes Abenteuer, das dem Zuschauer im Dialog und in den ständig wiederkehrenden Tötungsakten einiges zumutet. Dabei überlagern die aufwendigen, stilsicher inszenierten Actionszenen die durchaus angedeutete Frage nach dem Sinn der Gewalttaten.“

## Titel
Der Filmtitel verursachte einige Verwirrung. Der Arbeitstitel des Drehbuchs lautete: „C’era una volta la rivoluzione“ („Es war einmal die Revolution“). Leone selbst wählte schließlich den Titel „Giù la testa“ („Kopf runter!“ im Sinne von „Zieh den Kopf ein“), der für die amerikanische Version mit „Duck, You Sucker“ („Duck dich, Idiot“) übersetzt wurde. Während „Giù la testa“ eine gängige Redewendung in Italien war, rief der amerikanische Titel beim potentiellen Publikum den Eindruck einer Western-Komödie hervor, weshalb er in Anknüpfung an den Titel von Leones erstem Western in „A Fistful of Dynamite“ („Eine Handvoll Dynamit“) geändert wurde. In Großbritannien wurde er von Anfang an unter diesem Titel herausgebracht.
In Frankreich kam der Film unter dem übersetzten Arbeitstitel „Il était une fois la révolution“ heraus, womit man auch an den Erfolg von „Once Upon a Time in the West“ anknüpfen wollte. Der deutsche Titel „Todesmelodie“ hat überhaupt keinen Bezug zum Film, wurde aber wohl aufgrund der Ähnlichkeiten der Filmmelodien zu „Spiel mir das Lied vom Tod“ gewählt.
Im englischen Sprachraum wird manchmal auch von „Once Upon a Time … the Revolution“ gesprochen. Andere Titel in anderen Sprachen sind:
- Spanien: ¡Agáchate, maldito! (deutsch: „Ducken, Verdammt!“)
- Polen: Za garść dynamitu (deutsch: „Für eine Handvoll Dynamit“)
- Brasilien: Quando Explode a Vingança (deutsch: „Wenn die Rache explodiert“)

Wegen der ähnlichen Filmtitel wird oft von der „Es war einmal“-Trilogie gesprochen, wenn sie vielleicht auch, genauso wenig wie die Dollar-Trilogie, gar nicht als solche geplant war:
- Es war einmal im Westen – Spiel mir das Lied vom Tod
- Es war einmal die Revolution – Todesmelodie
- Es war einmal in Amerika

Allerdings beginnen nur im französischen Sprachraum alle drei Filmtitel wirklich mit „Il était une fois …“.
Man spricht aber hauptsächlich von einer "Amerika-Trilogie", da sich alle drei Werke mit Themen der amerikanischen Geschichte auseinandersetzen.
Auffallend dabei in allen drei Filmen ist die Kapitalismuskritik.

## Preise
- Sergio Leone erhielt 1972 den Premio David di Donatello als bester Regisseur. Dieser Preis ist der nationale italienische Filmpreis und war vergleichbar mit dem Oscar in den USA.

## Weiteres
Der Film beginnt mit einem Zitat von Mao Tse-Tung aus dessen Untersuchungsbericht über die Bauernbewegung in Hunan 1927: „Die Revolution ist kein Festessen, kein literarisches Fest, keine Stickerei. Sie kann nicht mit Eleganz oder Artigkeit durchgeführt werden. Die Revolution ist ein Akt der Gewalt.“

## Historische Bezüge und Ungenauigkeiten
Die Rollennamen der Mitwirkenden beziehen sich ganz offensichtlich auf Mitwirkende der realen, von 1910 bis 1920 dauernden Revolution, Anfangs zum Sturz des Diktators Porfirio Díaz. Zum Beispiel sind Joaquín Miranda und Figueroa Mata damals Revolutions-Generäle.
Wie bei vielen Italowestern kommt es auch hier bezüglich der Ausrüstung der Kämpfenden zu gewissen Ungenauigkeiten. So gab es einen Teil der Waffen, die von den Protagonisten benutzt werden, zur Zeit der Filmhandlung noch gar nicht. So schießt John u. a. mit einem MG42, das erst ab der Mitte des Zweiten Weltkriegs produziert wurde.